# منکسنوس (افلاطون)
منکسنوس(به یونانی: Μενέξενоς) یکی از مکالمات افلاطون است. رسالهٔ منکسنوس از این جهت قابل توجه‌است که افلاطون در آن استادان بلاغت را استهزاء می‌کند و سخن گفتن همانند آنان را بی‌نیاز از علم و دانش معرفی می‌کند؛ به طوری که خود او هم اگر بخواهد بهتر از آنان می‌تواند بنویسد و با سوفسطائیان به رقابت برخیزد.
شخصیت‌های این مکالمه سقراط و منکسنوس پسر دموفون هستند.

## خلاصه مکالمه
سقراط یکی از دوستان خود به نام منکسنوس را در راه می‌بیند و می‌گوید مگر در فلسفه و دیگر دانش‌ها به کمال رسیده‌ای که به انجمن شهر رفته‌ای تا بر ما حکومت کنی؟ منکسنوس می‌گوید در این راه می‌کوشم اما امروز به انجمن شهر رفته بودم تا ببینم چه کسی را انتخاب می‌کنند تا فردا برای مردم به یاد کشتگان جنگ خطابه‌ای بخواند. سقراط می‌گوید کشته شدن در جنگ از جهاتی خوب است مخصوصا از این جهت که خطیب خطبه‌ای می‌خواند و با عبارات زیبا از یکایک کشته شدگان به نیکی نام می‌برد و بعد در فضایل ایشان و شهرشان و مخاطبین حاضر سخن می‌گوید؛ به نحوی که انسان دچار چنان احساس دلپذیری می‌شود که دست کم سه روز آن احساس دوام می‌آورد و در روز چهارم یا پنجم است که در می‌یابد در روی زمین است و تا حالا فکر می‌کرد در جزیرهٔ نیکبختان زندگی می‌کرد!
منکسنوس متوجه لحن طنزآمیز سقراط می‌شود و می‌گوید عادت تو همیشه این است که خطیبان شهر را ریشخند کنی؛ ولی خطابهٔ فردا دشوار است؛ چون خطیب وقت کافی ندارد. سقراط می‌گوید اگر بخواهیم آتنیان را در برابر اسپارتیان بستاییم یا بر عکس، آن کار مشکل است وگرنه تعریف از آتنیان در برابر آتنیان وقت نمی‌خواهد. و در ضمن هر یک از آن خطیبان خطابه‌های بی‌شماری را از قبل به صورت آماده دارند. منکسنوس می‌گوید اگر از تو بخواهند می‌توانی خطابه‌ای بخوانی؟ می‌گوید آری چون من آن را از استاد خود آسپاسیا همسر پریکلس آموخته‌ام. در اینجا افلاطون طعنه‌ای به پریکلس می‌زند زیرا اشاره‌ای است به این قول مشهور که خطابه‌های مشهور پریکلس را همسرش آسپاسیا می‌نوشته‌است.
منکسنوس از سقراط می‌خواهد که خطبه‌ای را که از آسپاسیا شنیده‌است برای او بگوید. در اینجا باز ترفند سقراط مشخص می‌شود؛ زیرا پایبند دیالکتیک است و خطابه‌های طولانی را از قول خود نمی‌گوید بلکه آن را به دیگران نسبت می‌دهد. سقراط خطابهٔ خود را برای منکسنوس می‌خواند «در این خطابه، نخست از کسی که مرده‌است ستایش می‌کند؛ پس از آن به زندگان پند و اندرز می‌دهد و به بازماندگان آن مرحوم تسلیت می‌دهد و بدینسان نشان می‌دهد که وعظ و خطابه بسته به دانش نیست و کار آسانی است و هدف آن همانا خوشایندی مردم است.»

## مطالعهٔ بیش‌تر
ترجمه فارسی این مکالمه
- افلاطون (۱۳۵۷)، دورهٔ ۷ جلدی آثار افلاطون، ترجمهٔ محمدحسن لطفی، رضا کاویانی، تهران: انتشارات خوارزمی

درباره این مکالمه
- Collins, Susan D. (1999). "The Challenge of Plato's 'Menexenus'". The Review of Politics. 61 (1): 85–۱۱۵. doi:10٫۱۰۱۷/S003467050002814X. {{cite journal}}: Check |doi= value (help); Unknown parameter |coauthors= ignored (|author= suggested) (help)
- Coventry, Lucinda (1989). "Philosophy and Rhetoric in the Menexenus". Journal of Hellenic Studies. The Society for the Promotion of Hellenic Studies. 109: 1–۱۵. doi:10٫۲۳۰۷/۶۳۲۰۲۸. JSTOR 632028. {{cite journal}}: Check |doi= value (help)
- Kahn, Charles H. (1963). "Plato's Funeral Oration: The Motive of the Menexenus". Classical Philology. 58 (4): 220–۲۳۴. doi:10٫۱۰۸۶/۳۶۴۸۲۱. {{cite journal}}: Check |doi= value (help)
- Monoson, S. Sara (1998). "Remembering Pericles: The Political and Theoretical Import of Plato's Menexenus". Political Theory. 26 (4): 489–۵۱۳. doi:10٫۱۱۷۷/۰۰۹۰۵۹۱۷۹۸۰۲۶۰۰۴۰۰۳. {{cite journal}}: Check |doi= value (help)
- Rosenstock, Bruce (1994). "Socrates as Revenant: A Reading of the Menexenus". Phoenix. Classical Association of Canada. 48 (4): 331–۳۴۷. doi:10٫۲۳۰۷/۱۱۹۲۵۷۲. JSTOR 1192572. {{cite journal}}: Check |doi= value (help)